# B-모드 편광
B-모드 편광(B-mode polarization)이란 우주 마이크로파 배경에서 나타나는 편광 신호이다. CMB에서 관측되는 편광 패턴은 두 성분으로 쪼갤 수 있다. 하나는 회전이 없고(curl-free) 구배만이 있는(gradient-only) 성분이다. 이 성분은 회전이 0이므로, 정전기장과 유사하여 E-모드 편광성분이라고 부른다. E- 모드 편광성분은 2002년, DASI에 의해 처음 관찰되었다. 또 하나는 회전만이 있는 성분인데, 이는 B-모드 편광성분이라고 부른다.
천문학자들은 두 종류의 B-모드 편광성분을 예측한다. 첫 번째는 빅뱅 직후의 급팽창에 따른 것이고, 두 번째는 이후의 중력렌즈 효과에 의한 것이다. 중력렌즈 효과에 의한 것은 이미 Herschel 우주 관측소에서 관측된 바 있었으나, 급팽창에 의한 것은 관측되지 않고 있어, 천문학자들은 급팽창 이론을 검증하지 못한 상태였다.
2014년 3월 17일, BICEP2 공동 연구진은 급팽창에 의한 B-모드 편광을 관측했다고 발표하였으나, 이에 대해서는 아직까지 논란이 일고 있다.

## 참고 자료
- Cosmic Microwave Background Polarization: The Next Key Toward the Origin of the Universe, 2003, Yuki D. Takahashi
- Seljak, U. (June 1997). "Measuring Polarization in the Cosmic Microwave Background". Astrophysical Journal 482: 6. arXiv:astro-ph/9608131. Bibcode:1997ApJ...482....6S. doi:10.1086/304123.
- http://www.nature.com/news/polarization-detected-in-big-bang-s-echo-1.13441
- David Griffiths, <Introduction to Electrodynamics>, 3rd ed. Chap.1 'Vector Analysis', Chap.2 'Electrostatics'